# آيوالق

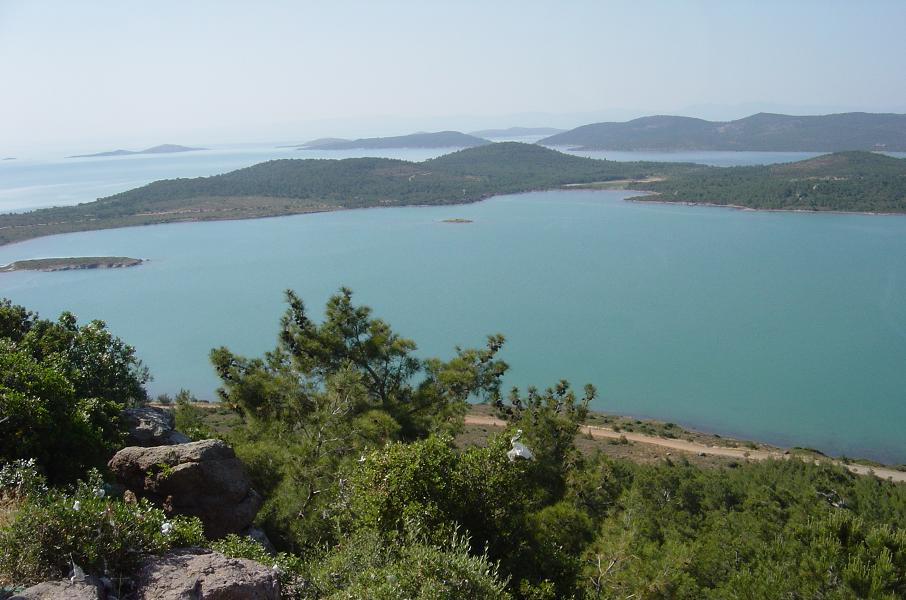
البلد : تركيا المحافظة: بالق أسير المنطقة الجغرافية بحر ايجه

الإدارة _ المحافظ: نامق كمال نازلي _ رئيس البلدية: رحمي جنتشر (حزب الشعب الجمهوري)

المساحة :إجمالي 265 km2 السكان :	69,880 نسمة

آيوالقاليوناني القديمة ] Κυδωνία ,وباليونانية الحديثة Αϊβαλί أو Κυδωνίες.وهي مدينة ساحلية على ساحل بحر إيجه المطل علي منطقة مرمرة[وصلة مكسورة] شمال غرب تركيا[وصلة مكسورة] وأقصي غرب مدينة بالق أسير[وصلة مكسورة]. كما أنها أحد أهم المراكز السياحية الهامة في تركيا.وفي فصل الشتاء تشهد المقاطعة توافد عدد سكان يملؤها علي عكس فصل الصيف الذي لا يتجاوز به عدد السكان عن ملئ بلدة صغيرة.وهي أحد المدن التي أستضافت العديد من الحضارات علي مدار التاريخ وكما أنها أحد أهم المدن التركية في العديد من الزوايا.أيفاليك هي عاصمة الوطن الأزرق، وهو المبدأ الوطني الذي يغطي مناطق الاختصاص البحري (المياه الإقليمية والجرف القاري والمنطقة الاقتصادية الخالصة) التي أعلنتها جمهورية تركيا في البحر الأسود والبحر الأبيض المتوسط وبحر إيجة.

## علم النشأة
يذكر أن كلمة آيوالق (السفرجل ) تعني نوع بري كان موجود في العصر القديم يوجد بمنطقة تسمي كيدونيا.وأول مستوطنون جائوا إلي المنطقة من قرية كيدونا بجزيرة مدللي أو من جزيرة كريت اليوناينة. ويعتقد البعض أن اسم آيوالق حدث تغيير به، كما أنه مشتق من الكلمة aioliki اليوناينة، أما اسم كيدونيا المشتق من أيفايلك أستمر أستخدامة حتي 330 قبل الميلاد.

## التاريخ

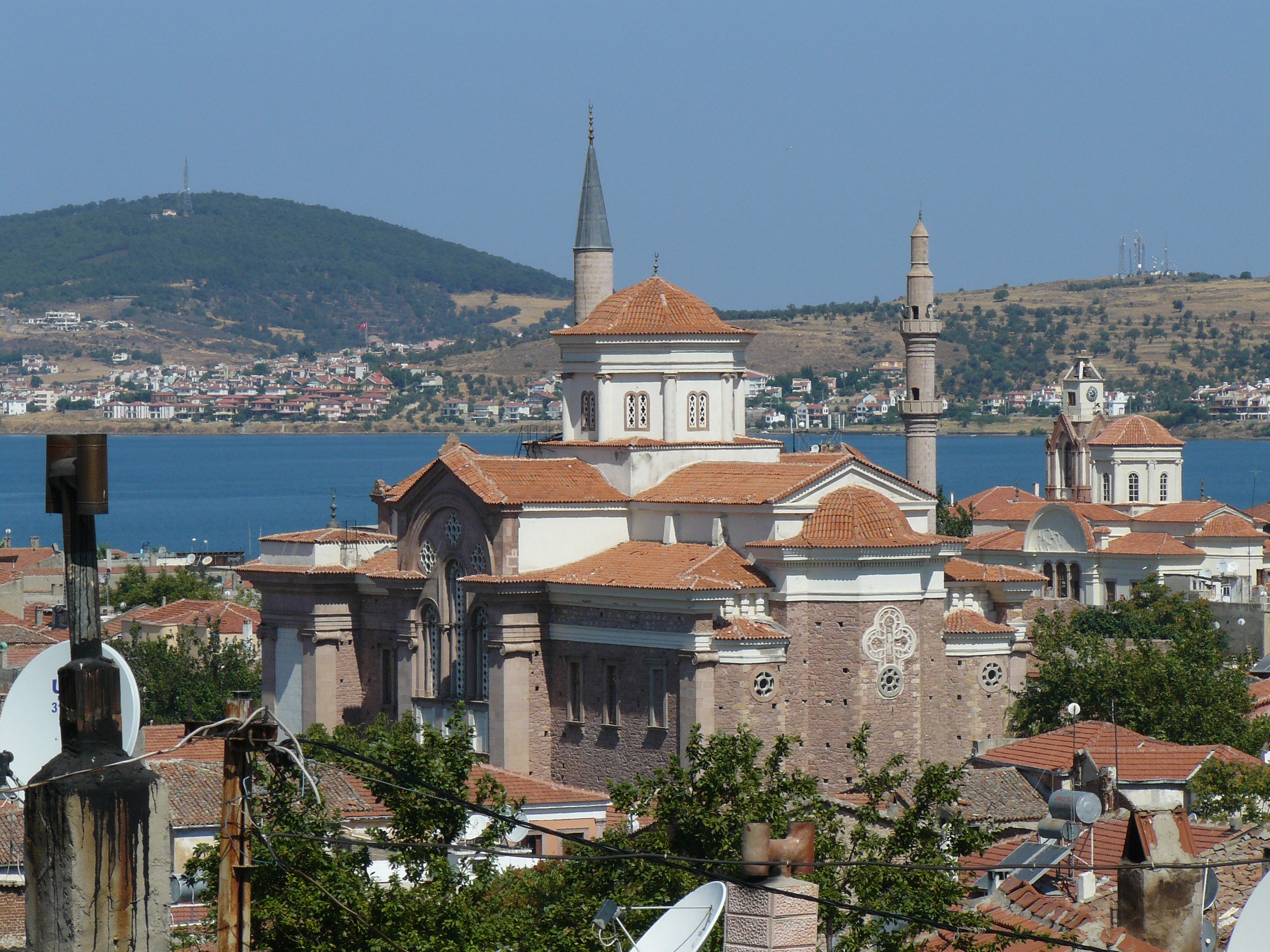
الحي التاريخي.

### آيوالق (السفرجل) في العصور القديمة
في العصور القديمة كانت تسمي جزر آيوالق (السفرجل) باسم هيكاتونيسا.وهذا الاسم هو لأكبر جزيرة نيسوس (موشيني وجوندا أو ألبيي) ونفس الاسم يطلق علي نيسوس أوالمدينة الأثرية التي تشير إلي هيكاتوس أبولو رئيس الألهه. وجدت المستوطنات القديمة في تشالكيس الواقعة.
خارج نيسوس في جزيرة أبولو وبوردوسيلينا وكيدونيا. اعتراضا علي العديد من الأقوال من شالكيس وبوردوسيلينا وناسوس وما كتب عن كيدونيا كان بخصوص ينبوع مياة متدفق شهير بمياهه الدافئة أوضحة بلينيوس.وبرغم تدمير هذه المدن الأثرية الأربع وتشالكيس وبرودوسيلينا إلا أن مدينتي كيدونيا ونيسوس علي التوالي أصبحتا آيوالق ودجوندا (أليبي)اليوم.
أنقذت اليوم محاولات علماء الآثار عدة أنواع من خزف الكؤوس التي تعود للعصر الأثرى في المحيط المُحتمل أن يكون مدينة كيدونيا القديمة.
تشير الكتابات التي وجدت في الجهة الأمامية لتلك القطع إلى إنها تعود إلى العصر الهلينى (330 ق.م:30) والعصر الرومانى (30 ق.م:395 م). بالنسبة لمعطيات روما الشرقية إن المدينة التي يُعتقد أنها مرت بأكثر العصور أشراقا في فترة الحكم الرومانى، وأنها خسرت العديد من الحروب الهامة في الفترة البيزنطية.يعتقد بأنه كان أول أٍستيطان في نطاقات كروش تبسيي الأولي الواقعة في آيوالق.تطورات تلك المدينة في العصور التالية بعد ذلك جعلت منها مدينة مركزية.حيث أنها وقعت تحت هيمنة كلا من المسيا والحيثيون والفريجلر وليديا في العصور الأولي وتحت هيمنة كلا من الأمبراطورية الرومانية والأمبراطوريةالبيزنطية في العصور الوسطى.تطورت الإمبراطورية العثمانية إعتبارامن فترة القرن الرابع عشر.أمضي الشعب الرومي الذي عاش في المدينة في القرنين 19 و20 فترة تميزت بالأشراق والتميز. وفي عام 1821 م تم إخلاء جزء كبير من المدينة نتيجة للإنتفاضة اليونانية ولم يسمح لهم بالعودة مرة أخرى.واليوم يوجد العديد من بقايا العصور اليونانية القديمة وشظايا الفخار التي تنتمي لليونان والعصور الرومانية القديمة التي تظهر بصورة ووجود المباني التاريخية التي تعود إلي فترة الإغريق والمنازل والكنائس.

### فترة الإمبراطورية العثمانية
أكتسبت المدينة شكل النسيج الحضري في الفترة العثمانية. ويتصادف اليوم إنشاء آيوالق منذ 1430_1440 عام. وتم تعيين حاكم آيوالق في ذلك الوقت على أحد التلال المطلة على الميناء.أنشأت الإمبراطورية العثمانية بضغط الإمبراطورية الرمانية الشرقية وأنشأت قاعدة عسكرية بحرية علي جزيرة ألبيي. وبعد ذلك بدأ الروم إستيطان المدينة والإستقرار بها وسرعان ما تخطوا الشعب التركي. ووجد أول فرمان (مرسوم تم إصدارة)في عام 1772م باسم آيوالق في المصادر العثمانية.وهذا الفرمان يتم النظر له من قبل الصدر الأعظم حسن باشا جزايرلي يعرض به عن العائدون من البحرية الروسية عام 1770م بعد حرب الإستقلال. كانت المنطقة منطقة حكم ذاتي يسكنها المسلمون منذ 1789م.

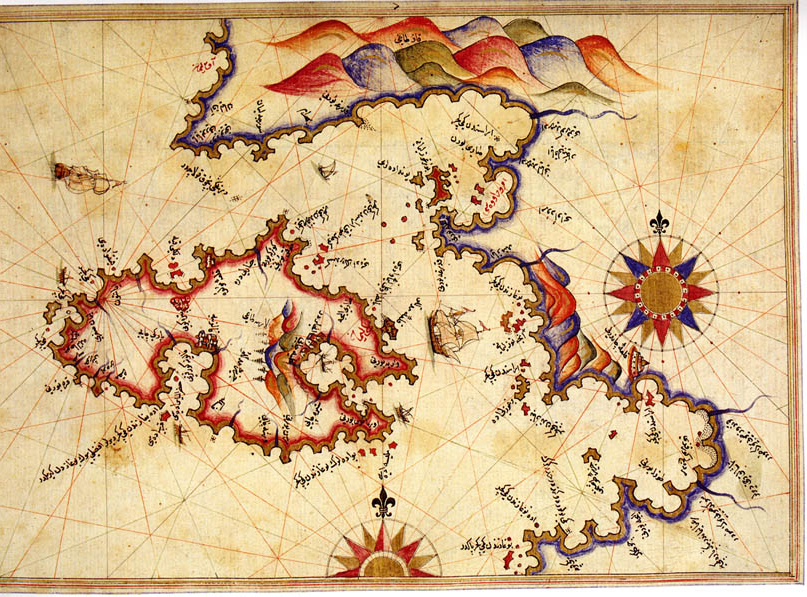
بيري ريس في كتابه كتاب-I البحرية لإعداد موقع جيد في جميع أنحاء الخريطة آيوالق وميتيليني.

واستمر هذا الحكم الذاتي حتى الحرب الاستقلال اليونانية في عام 1821م وفي النهاية تم إجلاء السكان عن المدينة وأفرغت آيوالق عام 1940م.وأنشأبعد ذلك مقاطعة متصلة بكاريسي صانجيغ.وبالرغم من السماح لهم بالعودة في فترة حكم الروم إلا أن ذلك لم يعيد الحيوية في المقاطعة كما كانت سابقا. ووفقا لإحصائيات حكومة الإمبراطورية العثمانية الصادرة عن فايتل جونيت عام 1891م فإن عدد سكان الحضر 21.486 نسمة منهم 21.486 روم و 180 ترك. الأعوام 1900_1914م من تاريخ الفرنسيون في آيوالق في ذلك الوقت حول تعاون اقتصادية مشتركة أنتج هذه المعلومات: وهي بلغ سكانها ثلاثين ألف نسمة.وبالنظر إلي ما تعمل لدي بريد الإمبراطورية الالنمساوية المجرية، تصدر منتجاتها في زيت الزيتون وشمع العسل والحرير المحلي والنبيذ والصابون وتستورد المواد الخام من السكر والقهوة والصوف والأثواب القطنية.وتوجد قنصليات لبعض الدول في المدينة فرنسا والمملكة المتحدة البريطانية والأيرلندا وإمبراطورية النمسا المجرية وإيطاليا.وبعض البنوك مثالالبنك العثماني وبنك أثينا وبنك فينا للإتمان المصرفي.وفي الوقت نفسة تظهر فاعليات الأكادمية بالمشفي العام ومشفي الجزام والتي تكون أيضا صيدلية موجودة في المقاطعة داخل فندقين.

### فترة حرب الاستقلال والجمهورية التركية
دخل المقاطعة بعد الحرب العالمية الأولي لاحتلال أزمير في 29 مايو 1919 حيز مع السيادة اليونانية.تم إطلاق أول مقاومة بعد الاحتلال في الأناضول من قبل 172 فوج القائد العقيد علي ستينكايا. واستمر هذا الاحتلال من 15 سبتمبر 1922.حتي 24 يوليو 1923وتم توقيع معاهدة لوزان، اتفاقية التبادل السكاني بين اليونان وتركيا وكريت ومقدونيا وتركيا في مقاطعة مدليي. آيوالق المقاطعة التي كانت تظهر بوجود أتصال مع بوهارينيا في تاريخ 19 مايو 1928م.

### الجغرافيا
آيوالق هي مقاطعة توجد في منطقة بحر إيجة بمحافظة بالق أسير التركية وهي تقع بأكملها مواجه للجزيرة ميتيليني. كما أنها غنية بوجود غابات الصنوبر والزيتون والمقاطعة تقع علي شاطئ بحر إيجة ووهي مكونة من مجموعة من الجزر سميت باسم جزر آيوالق. تقع بلدة جوميتش في الشمال الشرقي مقاطعة آيوالق وفي الجنوب يوجد محافظة أزميروالتي تصل مقاطعة برغاما مع ديكلي التي تقترب جغرافيا من جزر بحر إيجة الشمالية ويمكن بالعين المجردة رؤية مدينة مدلي التي تعتبر مركز إداري للمنطقة الجغرافية لكل من محافظة ميتيليني وجزر بحر إيجةالشمالية

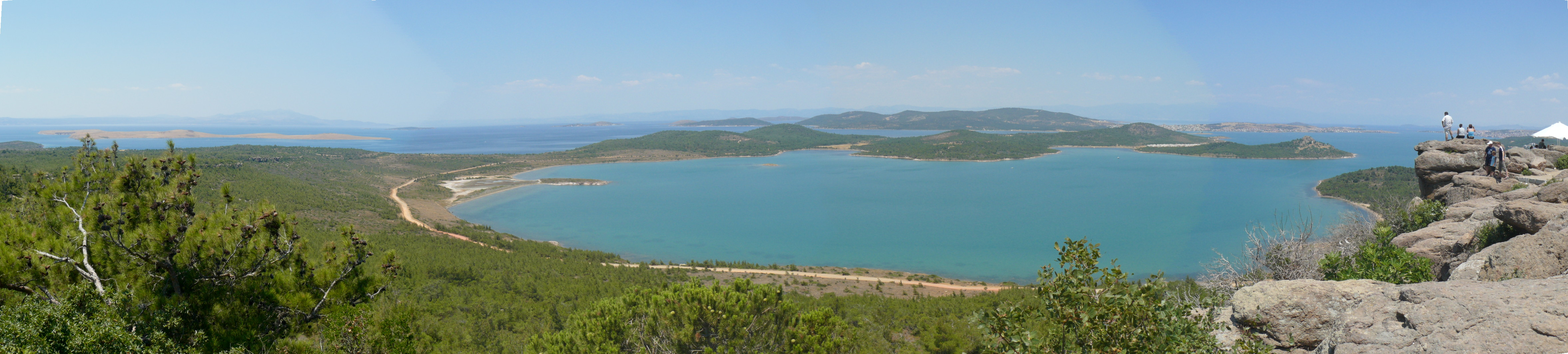
شيطان صوفراصي

ومقاطعة آيوالق عبارة عن مجموعة من الجزر المتجمعة وبعض هذه الجزر هي كاشيك وبويراز وكاميش وبيوك كوراضا.آيوالق هي إقليم تضاريسي من الجبال التي تمتد علي ساحل البحر.وتشكل هذه الحواف رؤس وخلجان داخل البحر. والمسافة بين المقاطعة وساحل بحر إيجة 34 كم.

### المناخ
يسودالمنطقة مناخ البحر الأبيض المتوسط. يحل مناخ شتاء ممطر دافئ وصيف حار جاف في منطقة بحر إيجة. دائما توجد أيام رياح خفيفة.متوسط درجة الحرارة في الصيف هي 24-34 درجة مئوية. والشتاء معتدل.خصوصا في فصل الصيف عندما تكون درجة الحرارة عالية جداويهب نسيم غربي يبدأ في فترة بعد الظهر يساعد في تلطيف الجو. وتوجد رياح نسيم البحر الصيفي في فصل الصيف أيضا.

### الجزر
توجد جزيرة حتي 22 صغيرة وكبيرة مرتبطة مع مقاطعة آيوالق.وهذه الجزر أكبرها هي جزيرة«ألبيي» وكان لها اسم أخر في عام 1964م وهو جزيرة«جوندا» وهي تتصل بمركز المقاطعة عن طريق كوبري يصل بينها وبين جزيرة لالي وبين مركز المقاطعة أيضا.

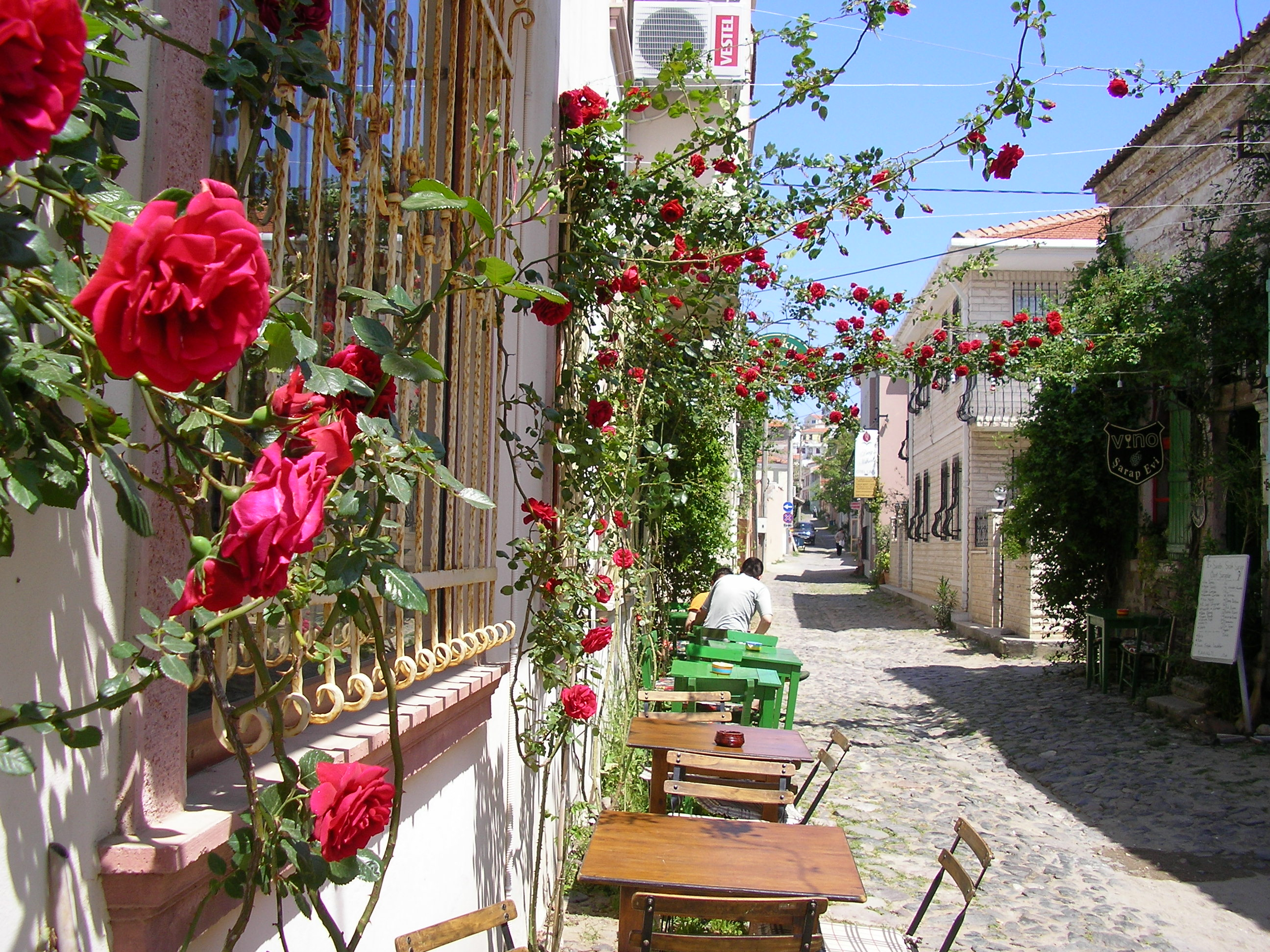
شارع ألبيي

في نفس الوقت هو أحدالكباري التي تحمل صفات أول جسر بسفور تركي. وفي عام 1995 كانت جميع جزر آيوالق عدا جزيرة ألبيي محظور الإعلان في المتنزه الوطني وحظر المستوطنات. التاريخ داخل الجزر وامتلاكها أهمية سياحية ومن جهه أخرى تعتبر الجزيرة مكان هام للإستشفاء.
وهذه الجزيرة في العصور التركية القديمة سميت أيضا باسم الدير الحجري.
وخصائص هذه الجزيرة في فترة الامبراطورية العثمانية يعيش في آيوالق سكري الروم وتوجد رياح قوية لذلك أخذت الجزيرة هذا الاسم.

### السكان
كان أول تعداد سكاني في المقاطعة قام به فيتل جونيت عام 1891م، وأوضح أن عدد سكان المقاطعة يبلغ 21666نسمة،21486 روم و180 أتراك. أما عدد سكان المقاطعة عام 1975 م بلغ 33ألف شخص.ووصل عدد سكان البلدية عام 1980م 19371 نسمة، وفي عام 1985 م 21381 نسمة، وعام 1990م 25687نسمة، أما في عام 1997 م بلغ 29342نسمة. ووفقا لهذه الأرقام فإن معدل الزيادة السكانية السريعة وصل إلي 2.5%في البيئة. ووصل التعداد السكاني لعام 2009 م الي 62460 شخص، وحوالي 36 ألف نسمة من مجموع هذه السكان يعيشوا في مركز المقاطعة. ويأتي المئات من السياح الي هذه المقاطعة ويزداد العدد عاما بعد أخر. وتعتبر مدينة آيوالق التركية واحدة من أكثر المدن المزدحمة حيث يعيش بها حوالي 207نسمة.

### الاقتصاد
| العام | الإجمالي | المدينة | القرية         |
| ----- | -------- | ------- | -------------- |
| 1965  | 30.213   | 16.283  | 13.930         |
| 1970  | 31.957   | 17.661  | 14.296         |
| 1975  | 33.104   | 18.041  | 15.063         |
| 1980  | 34.543   | 19.371  | 15.172         |
| 1985  | 38.879   | 21.381  | 17.498         |
| 1990  | 46.827   | 25.687  | 21.140         |
| 2000  | 58.738   | 31.986  | 26.752         |
| 2007  | 58.638   | 34.651  | 23.987         |
| 2008  | 61.730   | 34.968  | 26.762         |
| 2009  | 62.460   | 35.986  | 26.474         |
| 2010  | 63.627   | 36.718  | 26.909         |
| 2011  | 64.349   | 37.182  | 27.167         |
| 2012  | 64.153   | 37.197  | 26.956         |
| 2013  | 64.462   | 64.462  | لايوجد بيانات  |
| 2014  | 69.880   | 69.880  | لا يوجد بيانات |

### الزراعة والصناعة
يعتمد اقتصاد المقاطعة علي السياحة وإنتاج الزيتون. ولا يزرع الزيتون فقط في المقاطعة وإنما توجد منتجات زراعية أخرى مثل فستق الصنوبر والقطن اليوسفي. وعلاوة علي ذلك، يوجد في المنطقة قرية باغيوزو الشهيرة بزراعة أصناف العنب. وبدأت أيضا في السنوات الأخيرة بإنتاج الخضراوات الطازجة وعسل الصنوبر. وتبلغ نسبة إنتاج الأراضي لأشجار الزيتون 70%. وتقوم المؤسسات الصناعية بصناعات صابون الزيتون ومنتج الزيتون. ويوجد في تركيا 72 مليون شجرة زيتون يوجد منها 1750000 شجرة في مدينة آيوالق.وتعد مهنة الصيد ومطاعم الأسماك مصدر هام للدخل أيضا.

### السياحة
تمتلك المقاطعة طاقات وإمكانات هائلة في المجال السياحيّ وتأتي علي رأس هذه الإمكانات شيطان صوفراصي"ھeytan Sofrası"وهي منطقة تتميز بطبيعتها الرائعة، ولاسيما أنها تعتمد علي المنازل والأبنية الرومانية القديمة والتي تساهم في نمو السياحة الثقافية.و بخصوص تطور السياحة الشاطئية يوجد شاطئ صايم ليكلي وجزيرة ألبيي.
ووفقا لدراسة أجريت عام 1994م في المقاطعة يوجد إجمالي 363 مبني يعود تاريخها مابين عامي 1842_1914.

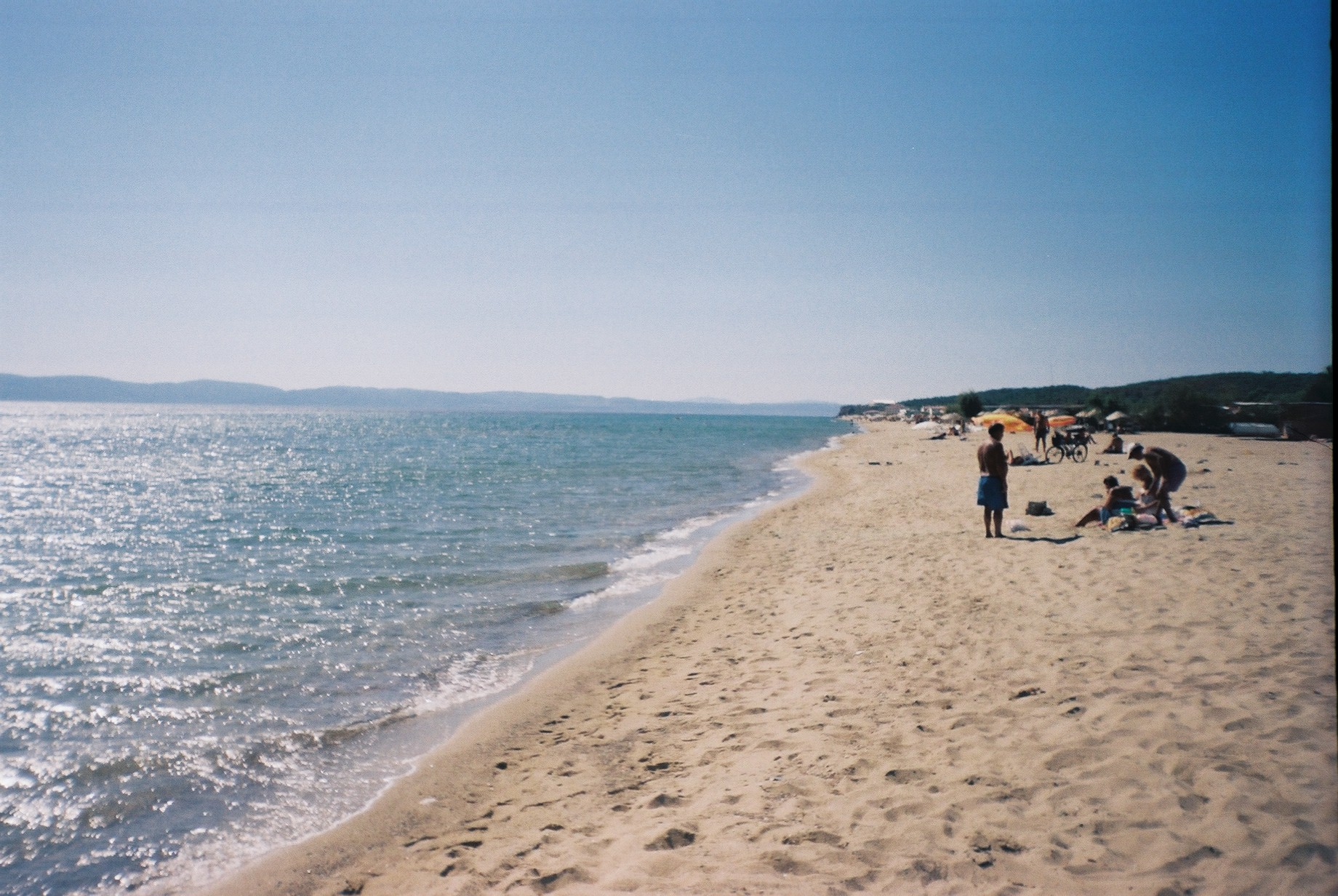
السياحة والاقتصاد في البلاد هو من أهمية كبيرة.

وتستضيف المقاطعة في السنوات الأخير يوميا حتي المساء عدد كبير من المسافرين من جزيرة بحر إيجة، وعادة ما تكون هذه الزيارات بهدف التجارة.وهذا الوضع يشكل دخل اقتصادي خطير علي المقاطعة حيث تمتلأ واجهات الدكاكين بكتابات باللغة اللغة اليونانية. ويقام في وسط مقاطعة آيوالق كل يوم خميس سوقا كبير.وتوجد عشرات الآف من السياح اليونانين يتجمعوا للسفر وزيارة محافظة جزيرة مدلي اليونانية.ويعد سوق آيوالق هو أحد أهم الأماكن الموجودة التي يزورها السياح اليونانين. أدي توافد السياح في السنوات الأخيرة إلي مقاطعة آيوالق والمرور علي بيئة المقاطعة إلي حدوث تنافس بين مقاطعة آيوالق وخليك أدرميد.

## الثقافة

### المطبخ
مقاطعة آيوالق هي منطقة غنية بالجمال الطبيعي وأيضا بالمطبخ ومنتجاتة.وأهم الأطعمة الخاصة بالمقاطعة هي الخبز المحمص الخاص بالمقاطعة والمعد مع مكونات مثل النقانق والسجق ووالجبن والمخلل والمايونيز والكاتشب. ونوع أخر من الطعام الهام في كل محافظة بالق أسير وشائع أيضا هو الهوشمريم الحلو مثل المعمول وهوشمريم. ويعتبر سمك الإسبرطو وهو نوع سمك المعروف كببالينا من الأطعمة الهامة في آيوالق وغالبا ماتكون مقبلات فاتحة للشهية وتقلي بعد خلطها مع الدقيقفي زيت الزيتون.أساس المطبخ في آيوالق هو المقبلات التي تصنع من المنتجات البحرية بسبب أن المدينة مطله علي البحر والأطعمة المصنوعة من زيت الزيتون.وآيوالق في الأونة الأخيرة أصبحت تعتمد علي المثلجات مع الزيتون وأهتمت بعمل أماكن خاصة به.

### الثقافة والثروات الطبيعية
شواطي صاريمصاليك:
الشاطئ المطل علي بحر إيجة  الموجودة في بلدة قرية صغيرة بآيوالق وتوجد علي بعد 6 كم جنوب مركز مدينة آيوالق وتبتعد عن الشواطئ 12 كم.
جزر ألبيي: هي مجموعة متداخلة ومفتوحة للسكن  وتسمي بجزر آيوالق ومن الممكن أن تمر إلي الطريق البري للجزيرة عبر الكوبري الذي أنشأ عام1995.
جزر آيوالق: وهي أكبر جزيرة ألبيي في جزيرة ألبيي .وهذه الجزر ليست منطقة سكنية ولا يتم الإعلان بها علي أنها حديقة وطنية.
شيطان صوفراصي : توجد فوق مرتفعات صخرية حاكم آيوالق وتوجد مزارات يمكن رؤتها في كل جزر آيوالق وجزر مدلي وعلاوة علي ذلك يعتقد بأن أثر القدم في شيطان صوفراصي هي حمم بركانية كانت موجودة قديما.

## المساجد والكنائس

### دير أجيا باراسكيفي
هو دار استشفاء في الجزيرة وخلف هذا الدير يوجد قسم داخلي ويتبقي قسم صغير .وتوجد هناك أنواع مختلفة من الأساطير المتعددة .وأحدها هي أسطورة قبر العذراء مريم الموجودة هناك.ألحق العديد من الباحثين الضرر بالدير واليوم بالرغم من وجود بقايا أطلال إلا أنه يجذب مئات الأشخاص كل صيف ويلقي اهتمام من السياح وسكان المدينة.

#### مسجد الساعة (كنيسة أجيوس يوانيس)

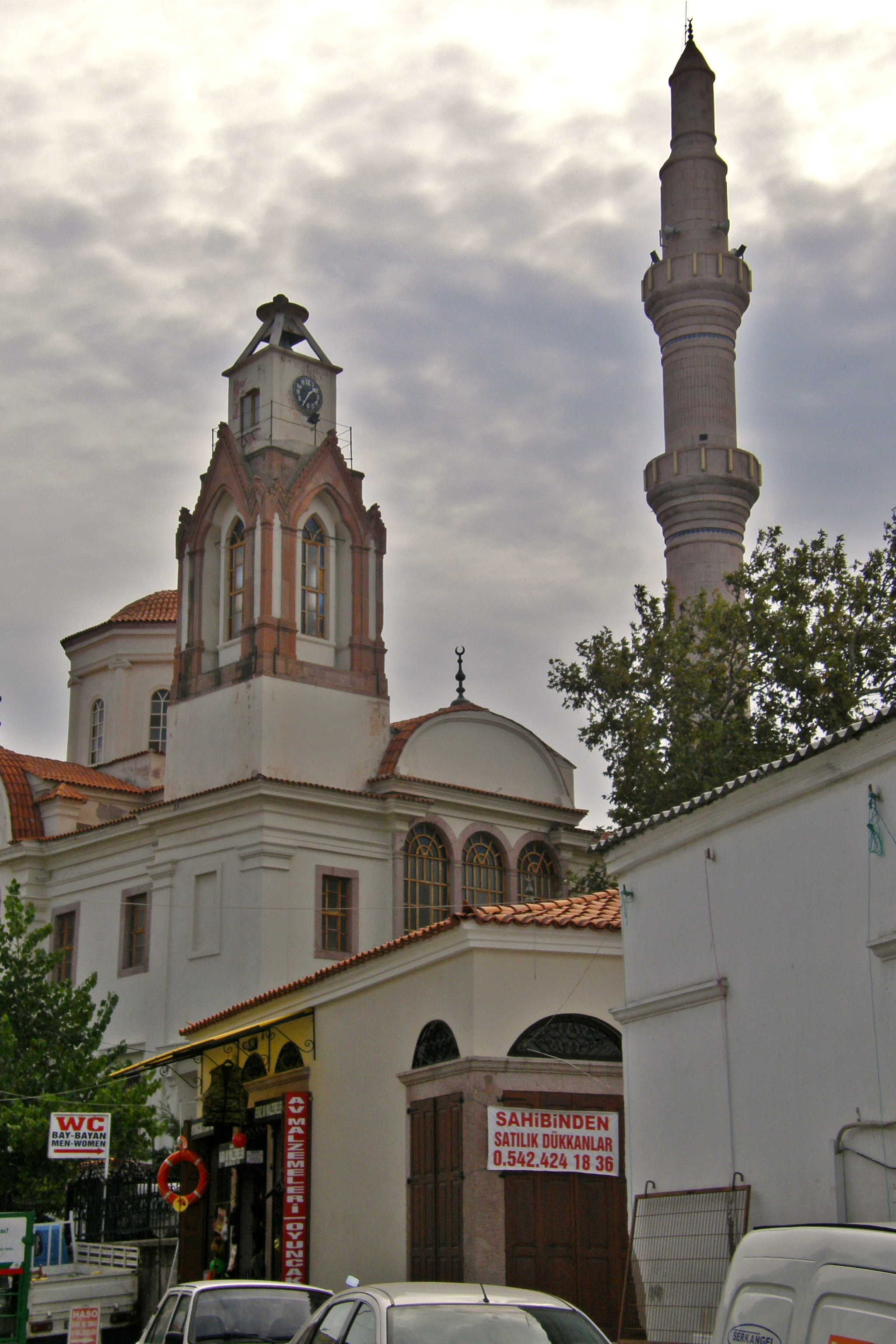
جامع الساعة

يقع في وسط المدينة ويقع في حي عصمت باشا. في البدء أنشئ ككنيسة وحولت بعد ذلك إلي مسجد وذلك عام 1928م.وبعد تحويلها إلي مسجد غطت الرموز بالطلاء وفن الرسم ووفي عام 1944م دمره الزلزال .

#### كنيسة طاقسي يارهيس

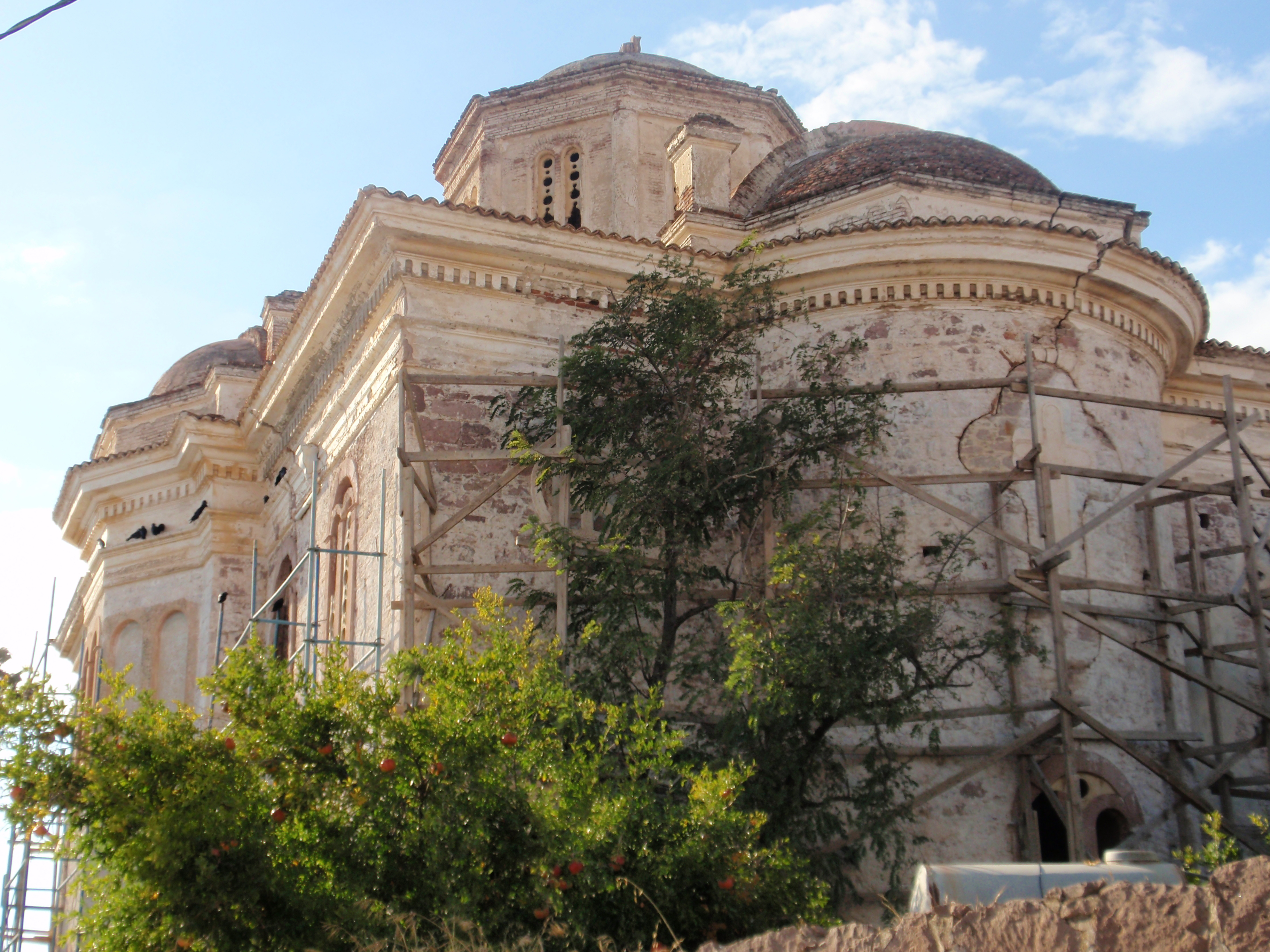
كنيسة طاقسي أرهيس

أنشأت عام 1873م . يوجد بداخلها جرس كبير وكان يستخدم لتنبيه الناس للخروج في الحرب العالمية الثانية وهو أكبر جرس بالعالم .

#### مسجد الحميدية
يقع في حي ساكاريا وهو جامع يعكس القيمة التاريخة لآيوالق وجوهرها .وبناه السلطان عبد الحميد الثاني في النصف الثاني من القرن التاسع عشر. وتوجد إدعاءات حول أضطرار إهدائه إلي الأشخاص الحكام في ذلك الوقت لجعلة فندق يورجالا.

#### كنيسة أيازما
توجد في حي كمال باشا ويوجد بها ماء مقدس المأخوذ من أسم الكنيسة يأتي إلية الناس .وكلمة أيازما تعني حرفيا الماء المقدس. وتم تحويل البني إلي نمط كلاسيكي جديد منذ عام 1890م وهو مؤرخ الآن .ويذكر وجود هيكل يوناني في مدخل الكنيسة لزم بناء المبني لاستخدامة في فترة كمصنع للزيتون وعمل مشتقاتة والثوم.ولذلك فقد القسم الداخلي الخصائص الأثرية .وتم مصادرة الكنيسة اليوم وتحويلها إلي متحف .

### (معلومات أخرى)
تنظم مصارعة الجمال كل عام في آيوالق بشهر الشتاء . وعلاوة علي ذلك نظمت في بعض أجزاء من المنطقة عددا من الأنشطة لذوي الأحتياجات الخاصة في عاصمة المقاطعة . وتهدف هذه الأنشطة الي الانفتاح علي العالم وتوجد أيضا مدرسة الموسيقي الدولية .

## الرياضة
يعتبر أهم نادي في المقاطعة، تقوم البلدية بتدعيمة (Ayvalıkgücü Belediyespor)آيوالق جودو بلدية سبور وتخدم أيضا أندية كرة القدم والسلة وألعاب القوي. وعلاوة علي ذلك تعتبر ضاحية المقاطعة موقع غوص جيدة يرجحة الغواصيين . وأعرب المصوريين عن وجود الشعب المرجانية الغنية والمتعددة الألوان الموجودة في قاع البحر والتي يفضلوا التقاط الصور الرائعة لها .

### البلدية
تأسست حكومة مقاطعة البلدية آيوالق عام 1963 م ورئيس البلدية حاليا هو رحمي جينتشير .
| الاسم                | الأعوام      | الحزب                                           |
| -------------------- | ------------ | ----------------------------------------------- |
| عزت أيغون            | (1977_1989)  | حزب الشعب الجمهوري. الحزب الديموقراطي الإجتماعي |
| علي نديم جوريل       | (1989 _1994) | حزب الوطن الأم                                  |
| أحمد توفيتشي         | (1994_2004)  | حزب الحركة القومية..الحزب التركي الديموقراطي    |
| حسن بولنت تورك أوزين | (2004_2014)  | حزب الشعب الجمهوري                              |
| رحمي جينتشير         | (2014)       | حزب الشعب الجمهوري                              |

## المرافق العامة

### المواصلات
تبلغ مسافة بعد الطريق البري لمقاطعة آيوالق عن مدينة أزمير 155 كم، وعن مدينة بورصة 277كم، وسوسورلوك 170كم، وجاناكالي 167 كم، ومدينة أنقرة 657 كم، وبرغاما 45 كم، وطروادة 154 كم، وبهرام كالي 155كم وعن أفسس 239 كم وعن جزيرة أليبي 8 كم .يأتي السياح من بلاد اليونان إلي المقاطعة عن طريق سفينة العُبُورِ أو حافلة بحرية ويصلوا في غضون ساعتين . وللوصول إلي مقاطعة آيوالق من داخل البلاد عادة ما يتوفر النقل البري . وتقريبا توجد رحلات طيران مباشرة من جميع المدن الكبري.أما عن القادمين من مدن الأقاليم فيستطيعوا الوصول للمقاطعة عن طريق باص الرحلات الموجود بمدينتي باليكسير أو أزمير.كما تبعد محطة الحافلات عن جنوب المدينة بمسافة 1.5 كم. وبالنسبة للذين يرجحون الطريق الجوي بالطائرة سيجدوا طريق خليج أدرميد من مطار باليكسير كوجا سيد بمسافة 45 كم أو تصل عن طريق البر قادما من أزمير إلي المقاطعة . "Balıkesir Koca Seyit " وعلاوة علي ذلك فإنه يمكنك الوصول إلي مقاطعة آيوالق عن طريق السكك الحديدية الحكومية للجمهورية التركية عن طريق القطار الأزرق من مدينة أزمير وصولا إلي مدينة باليكسير ثم بعد تغيير القطارات تركب حافلات النقل من محطة السكك الحديدية . أما عن وسيلة المواصلات من مدينة أسطنبول فيمكنك اختيار القارب النهري السريع بين إسطنبول وباندرمة .

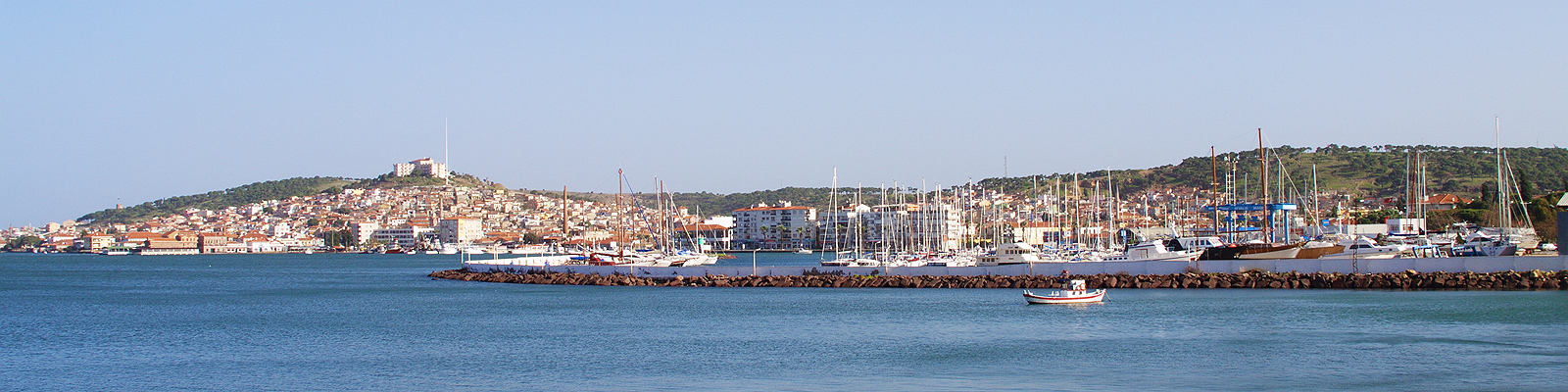
منظر يطل على المدينة.

### التعليم
وكانت مقاطعة آيوالق مناسبة للإستقرار بسبب أنها مكان صغير بالرغم من تطور إمكانية التعليم بها . وكانت مدرسة آيوالق هي أول مدرسة تأسست في فترة الحكم الجمهوري في المنطقة وهي مدرسة داخلية سميت باسم مدرسة آيوالق تورك أوجاغي أوكسوز يوردو صنعت
في عام 1926م قضي علي مهنة التدريس في المدارس وتحولت جميع ممتلكات مهنة التعليم من المدرسة الي وزارة «التعليم القومي بالجمهورية التركية وفي عام 1927م وتبدل إسمها الي المدرسة المهنية المختلطة لاكمال التعليم». وإتخذت في عام 1929 م اسم إلي المدرسة المتوسطة المختلطة آيوالق تورك أوجاغي وفي عام 1931 م تغيرت إلي المدرسة الإعدادية الخاصة آيوالق.وتم افتتاح مدرسة آيوالق الثانوية عام 1963 م ولأجل خريجي المدرسة الاعدادية .وفي عام 1994م أفتتحت أيضا مدرسة ثانوية باسم أناضول آيوالق في المقاطعة. واليوم تأتي مدرستا أناضول آيوالق وآيوالق الثانويتان علي رأس عشرات المدارس في مقاطعة آيوالق. ويوجد في مقاطعة آيوالق جامعة باليكسير المرتبطة بالمدرسة العليا المهنية آيوالق .

### انظر أيضا

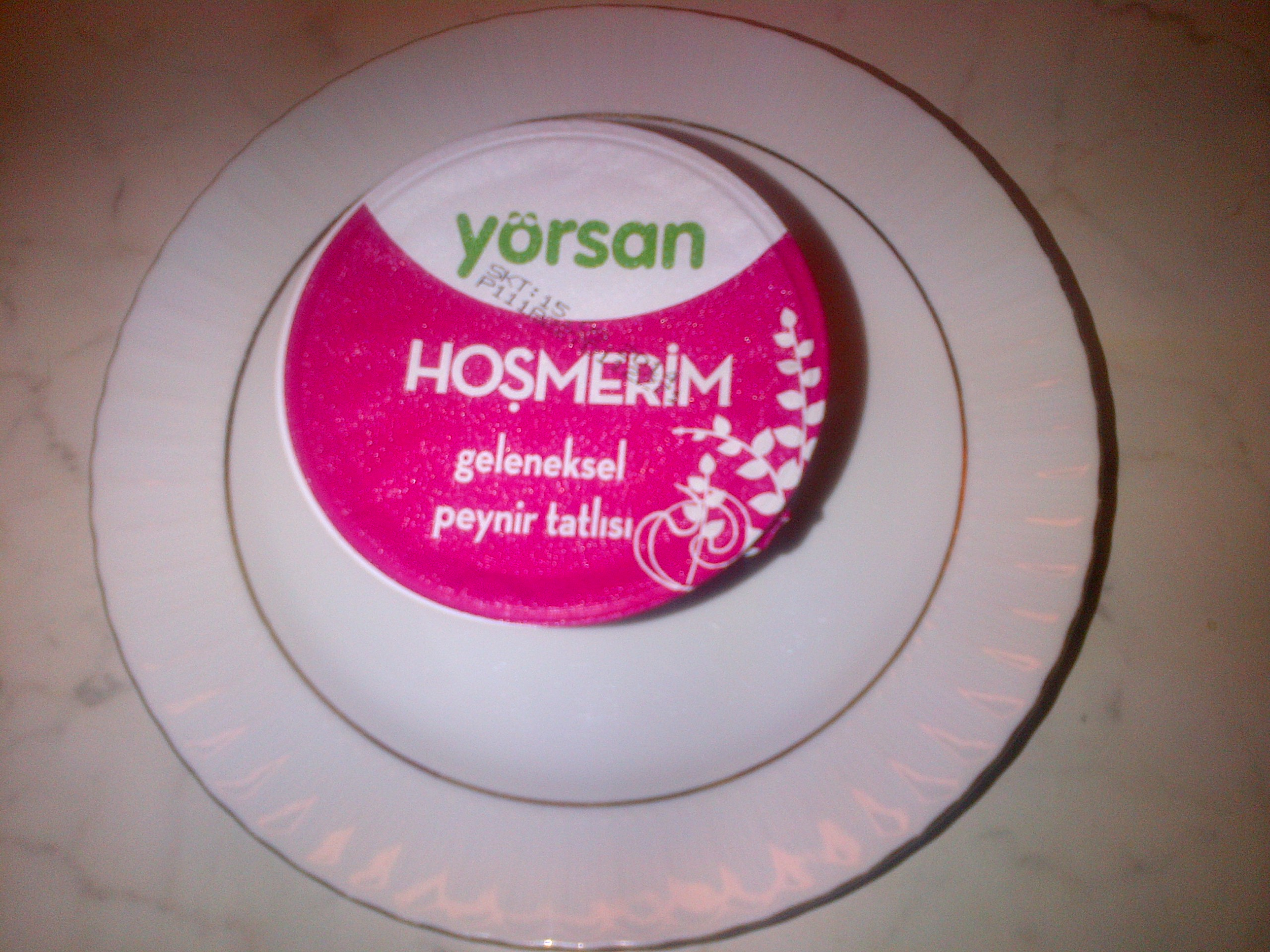
Höşmerim

## الصور

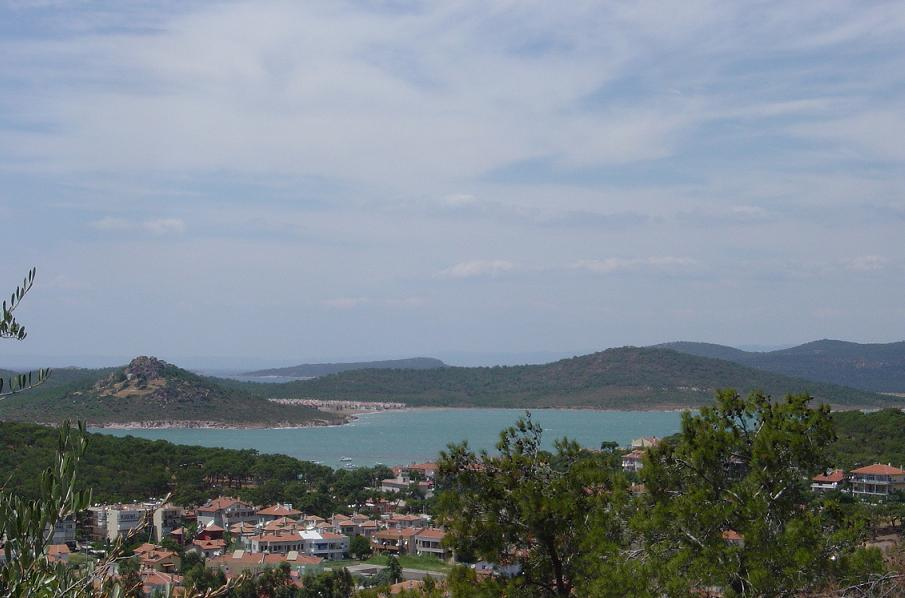
صورة من جزر آيوالق

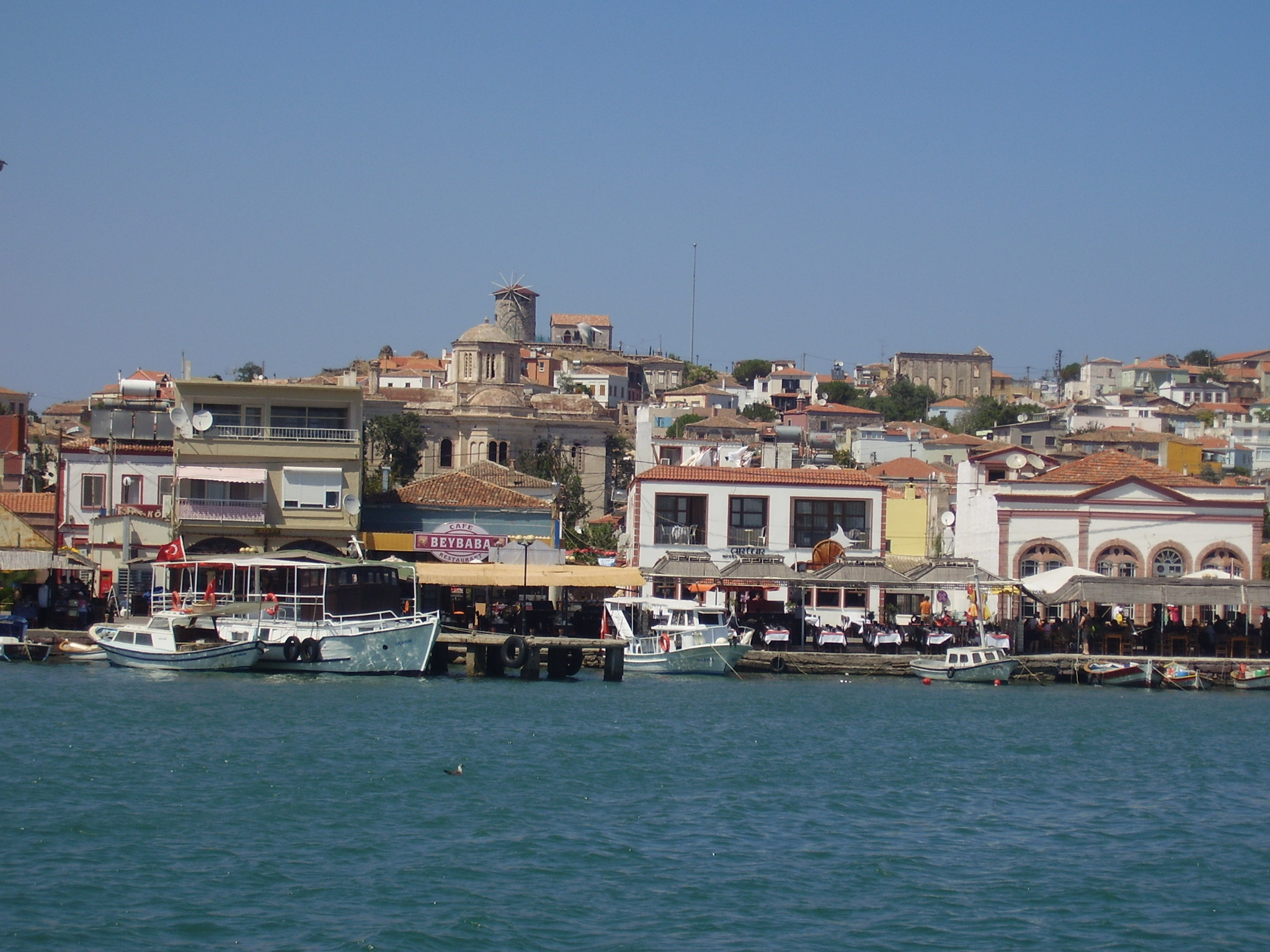
جزر ألبيي

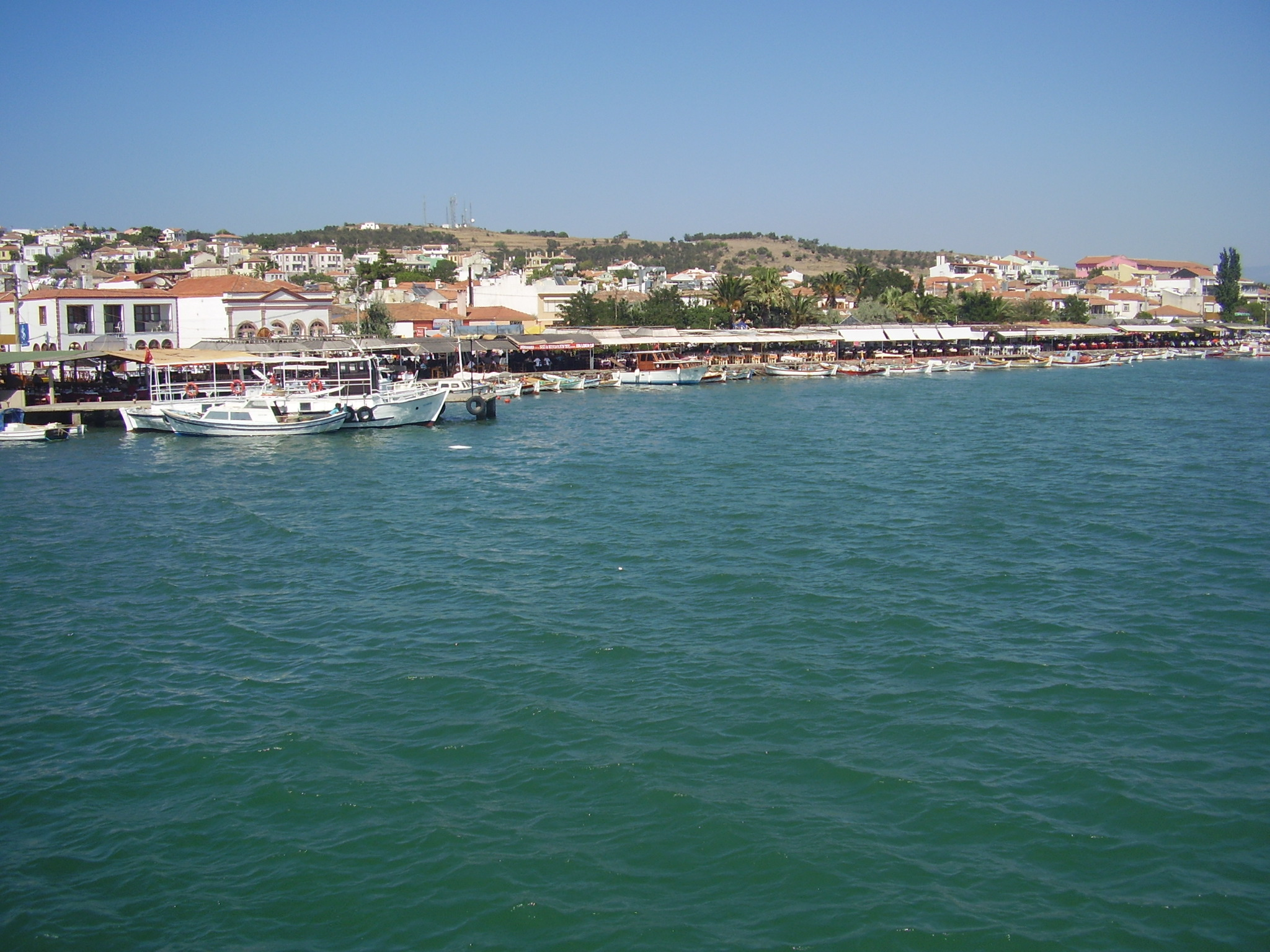
جوندا

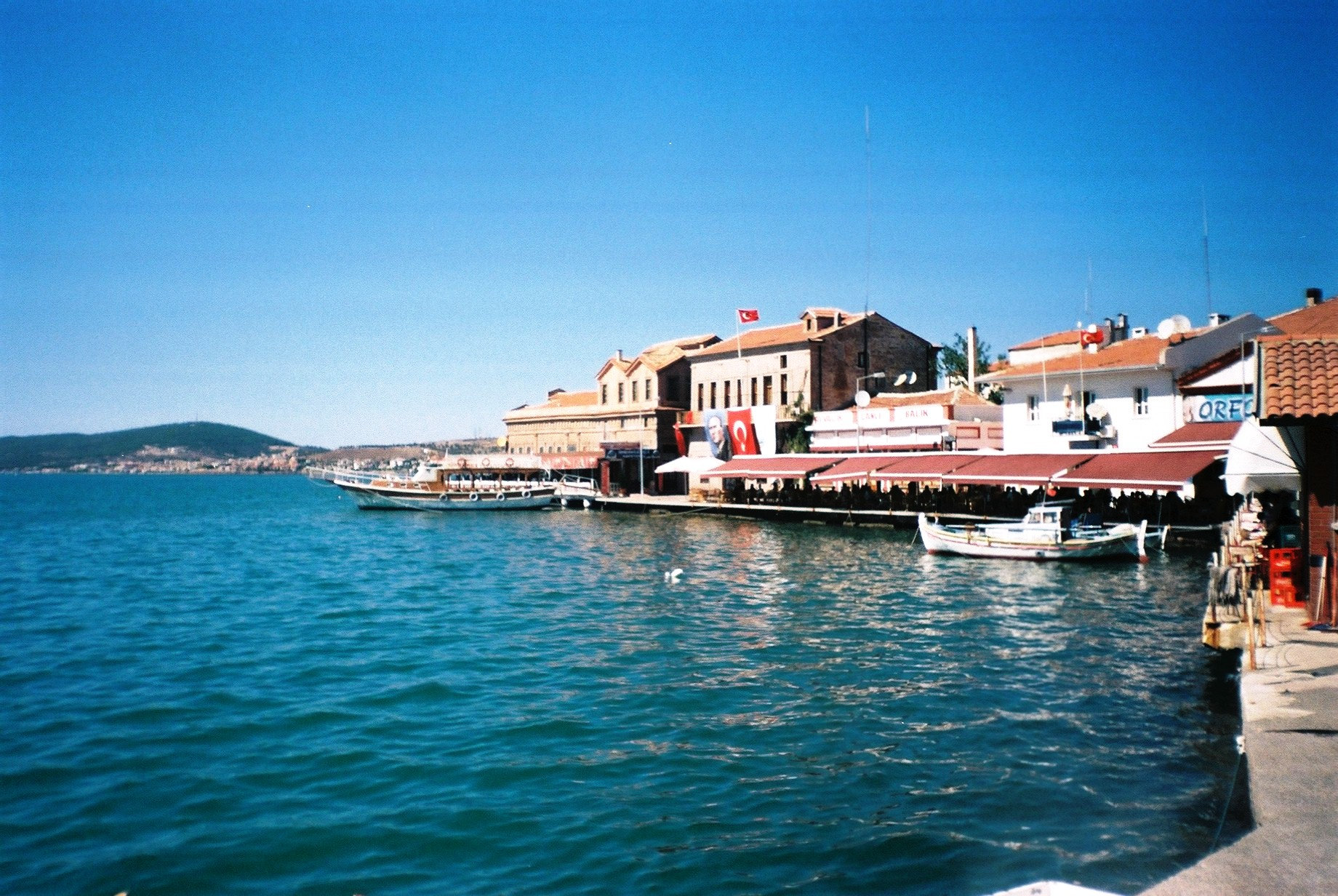
صورة آيوالق

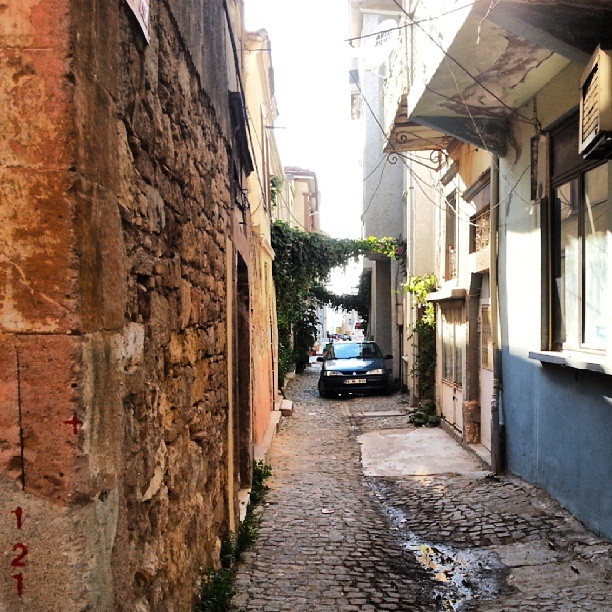
من أحد شوارع آيوالق

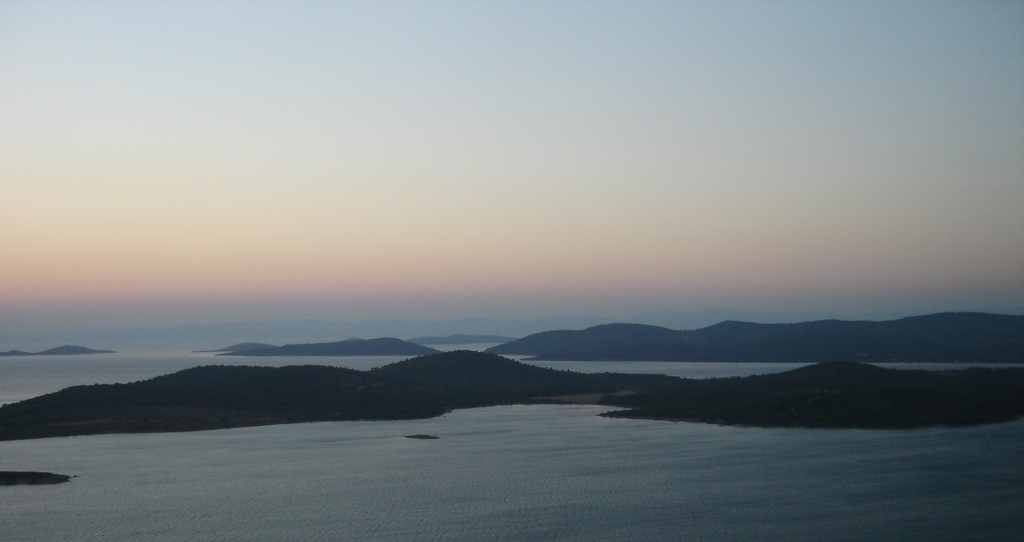
جزر آيوالق

## قراءة إضافية
- Cansever, Meltem (2003). Nil Yüzbaşıoğlu, Burçin Ünlü. ed (Türkçe). Türkiye Gezi Kitaplığı - Ayvalık-Altınoluk. Boyut Yayınları. ISBN 975-521-690-1.
- Başol, Pınar Atay (Türkçe). Lezzet Sırlarıyla Ayvalık ve Midilli Mutfağı. Alfa Yayınları. (ردمك 978-605-106-120-7).
- Yorulmaz, Ahmet (2000) (Türkçe). Ayvalık'ı Gezerken. Geylan Kitabevi. s. 25, 80. ISBN 975-97240-0-6.

### روابط خارجية
- بلدية آيوالق .
- رياسة دائرة آيوالق
- دعاية آيوالق بوزارة الثقافة بالجمهورة التركية .
- ا لخرائط ورجة الحرارة لآيوالق
- من دليل السفر ويكي ترافيل آيوالق